# Giải Grammy huyền thoại
Giải Grammy Huyền thoại (tiếng Anh: Grammy Legend Award, hay Grammy Living Legend Award) là một giải thưởng vinh danh đặc biệt được trao cho các nghệ sĩ trong lĩnh vực ghi âm tại giải Grammy, một lễ trao giải được thành lập năm 1958 và có tên gọi ban đầu là Gramophone Awards. Các giải thưởng danh dự trong một số hạng mục được Viện thu âm nghệ thuật và khoa học quốc gia của Hoa Kỳ đề cử tại lễ trao giải hàng năm dành cho những thành tựu đáng chú ý trong ngành công nghiệp âm nhạc.
Giải Grammy Huyền thoại được trao lần đầu tiên cho Andrew Lloyd Webber, Liza Minnelli, Smokey Robinson và Willie Nelson vào năm 1990. Việc vinh danh ban đầu là để công nhận "những đóng góp liên tục và có ảnh hưởng trong lĩnh vực ghi âm". Năm kế tiếp, giải thưởng được trao cho các nhạc sĩ (Aretha Franklin, Billy Joel, Johnny Cash và Quincy Jones) được công nhận như là giải Grammy Huyền thoại. Giải cũng được trao cho Barbra Streisand vào năm 1992 và Michael Jackson vào năm 1993.
Sau năm 1994, khi hai nhạc sĩ người Mỹ Curtis Mayfield và Frank Sinatra đồng nhận giải Grammy Huyền thoại, giải thưởng đã được trao cho những nghệ sĩ thu âm có những đóng góp không ngừng nghỉ. Ca sĩ opera tenor người Ý Luciano Pavarotti là người nhận giải năm 1998. Trong năm kế tiếp, ca sĩ-người viết nhạc người Anh Elton John là người được vinh danh. Bee Gees là nghệ sĩ nhận giải đầu tiên trong thế kỉ 21 khi nhóm được vinh danh năm bởi Viện hàn lâm năm 2003. Tổng cộng có mười bốn nghệ sĩ đơn ca và một ban nhạc từng nhận giải Grammy Huyền thoại.

## Danh sách những người đã nhận giải
| Năm[I] | Chân dung | Nghệ sĩ             | Trọn đời  | Quốc tịch | Ghi chú |
| ------ | --- | ------------------- | --------- | --------- | ------- |
| 1990   | An upperbody shot of a middle-aged man in a dark suit. | Andrew Lloyd Webber | s. 1948   | Anh Quốc  | [ 7 ]   |
| 1990   | A woman in a red dress, jacket and scarf smiles toward the camera. | Liza Minnelli       | s. 1946   | Hoa Kỳ    | [ 1 ]   |
| 1990   | A man in a light-colored suit sings into a microphone | Smokey Robinson     | s. 1940   | Hoa Kỳ    | [ 8 ]   |
| 1990   | An elderly man holds a guitar while in front of a microphone. He has white facial hair and wears a United States flag bandana.                                                                | Willie Nelson       | s. 1933   | Hoa Kỳ    | [ 6 ]   |
| 1991   | A woman stands on stage and sings into a microphone. She wears a blue dress and has a blue feather boa around her arms.                                                                       | Aretha Franklin     | s. 1942   | Hoa Kỳ    | [ 9 ]   |
| 1991   | An upper body shot of a man wearing a shirt, suit and tie. He is balding and his smiling mouth is framed by a white goatee beard.                                                             | Billy Joel          | s. 1949   | Hoa Kỳ    | [ 10 ]  |
| 1991   | alt6=A man with dark hair looks forlornly down to his left. He rests his chin between his thumb and finger.                                                                                   | Johnny Cash         | 1932–2003 | Hoa Kỳ    | [ 11 ]  |
| 1991   | A man in a blue jacket looks ahead. The balding male's dark sunglasses conceal his eyes. | Quincy Jones        | s. 1933   | Hoa Kỳ    | [ 12 ]  |
| 1992   | A blond-haired woman looks down to the ground. She wears a white dress and a silver necklace.                                                                                                 | Barbra Streisand    | s. 1942   | Hoa Kỳ    | [ 13 ]  |
| 1993   | US singer Michael Jackson on ngày 14 tháng 5 năm 1984, during a White House Ceremony to launch the Campaign against Drunk Driving.                                                            | Michael Jackson     | 1958–2009 | Hoa Kỳ    | [ 14 ]  |
| 1994   | Black and white picture of a man with a beard wearing a turtleneck and glasses. | Curtis Mayfield     | 1942–1999 | Hoa Kỳ    | [ 15 ]  |
| 1994   | A middle-aged man in a tuxedo sits and smiles into the distance. | Frank Sinatra       | 1915–1998 | Hoa Kỳ    | [ 16 ]  |
| 1998   | A man in a dress coat and white shirt opens his mouth, which is framed by dark facial hair.                                                                                                   | Luciano Pavarotti   | 1935–2007 | Ý         | [ 17 ]  |
| 1999   | A blond-haired middle-aged man stands with his arms open and fists clenched. He wears a dark suit and red shirt. He also sports a cross pendant around his neck, and wears purple sunglasses. | Elton John          | s. 1947   | Anh Quốc  | [ 6 ]   |
| 2003   | The Bee Gees | Bee Gees            | —         | Anh Quốc  | [ 18 ]  |

^[I]  Mỗi năm được liên kết đến bài viết về Lễ trao giải Grammy tương ứng của năm đó.